# Catalepsia

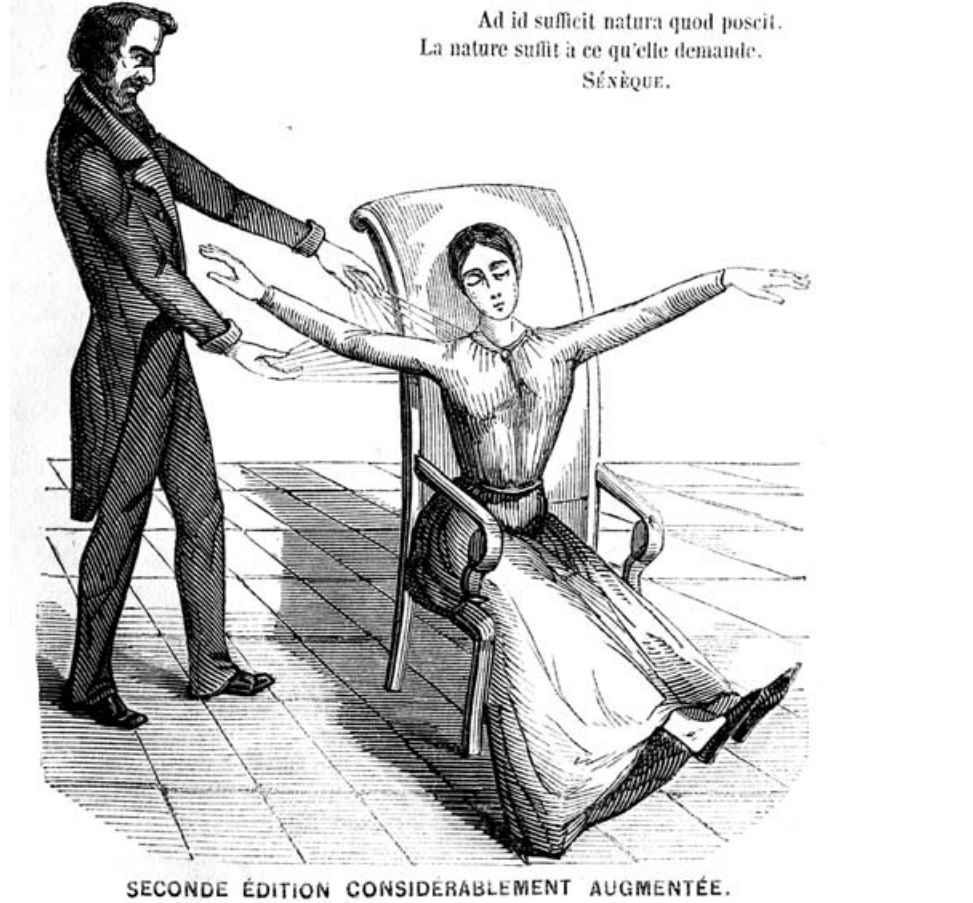
Lafontaine catalepsia

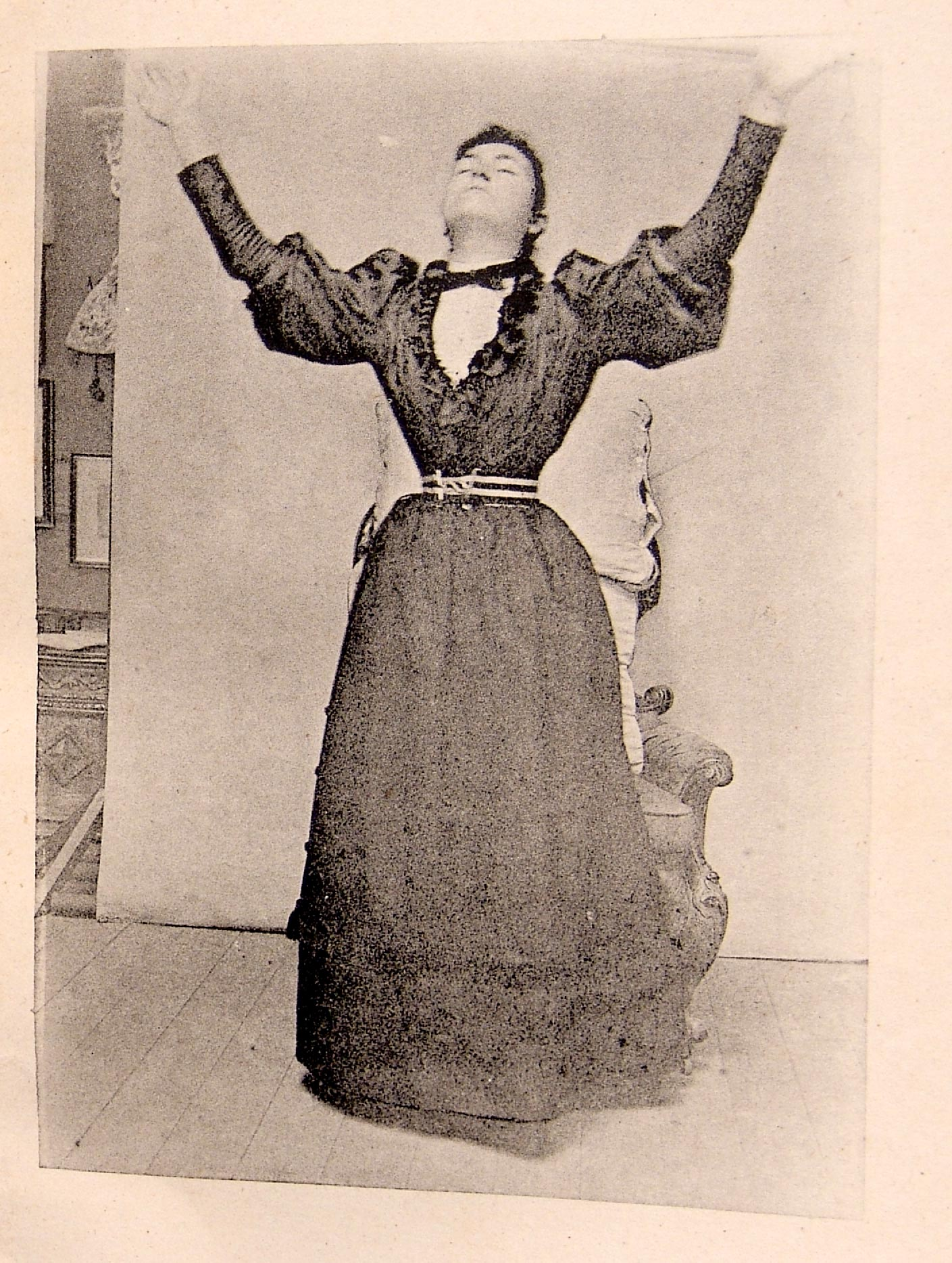
Catalepsia sugerida

Catalepsia (del griego  κατάληψις, acción de coger, sorprender) es un trastorno repentino en el sistema nervioso caracterizado por la pérdida momentánea de la movilidad (voluntaria e involuntaria) y de la sensibilidad del cuerpo.

## Definición
La catalepsia es el estado en el que el cuerpo permanece paralizado, lo que se pone en evidencia con la movilización pasiva de los segmentos de los miembros. La catalepsia se observa en pacientes con cuadros graves y agudos de histeria, esquizofrenia y diversas psicosis.
También se percibe a la catalepsia como un estado biológico en el cual la persona yace inmóvil, en aparente muerte y sin signos vitales, cuando en realidad se encuentra viva en un estado que podría ser consciente o inconsciente, lo que puede a su vez variar en intensidad: en ciertos casos el individuo se encuentra en un vago estado de conciencia, mientras que en otros pueden ver y oír a la perfección todo lo que sucede a su alrededor. Puede ser producida por el mal de Parkinson, epilepsia, por efectos de la cocaína o la esquizofrenia, entre otros.
Alternativamente, el individuo podría presentar signos vitales, pero es incapaz de controlar sus extremidades.
Los síntomas pueden ser: rigidez corporal, el sujeto no responde a estímulos; la respiración y el pulso se vuelven muy lentos, la piel se pone pálida. En gran número de casos, este estado lleva a creer que la persona que padece un ataque de catalepsia ha fallecido. En un número de casos no determinado, este fenómeno llevó a enterrar a personas que aún estaban con vida, pero no mostraban signos vitales.
Actualmente, la catalepsia es una de las pautas de comportamiento que han de predominar para el diagnóstico de la esquizofrenia catatónica, según la OMS (CIE 10 - F20.2).
Los hipnotistas también usan el término catalepsia para referirse al estado que inducen a la persona a la que hipnotizan para mantener los brazos, piernas o la espalda rígidos. El "brazo cataléptico" es utilizado generalmente como una prueba prehipnótica con el fin de lograr posteriormente un estado hipnótico más profundo.

## Síntomas
Los síntomas incluyen: cuerpo rígido, los miembros rígidos, los miembros permanecen en la misma posición cuando se mueven (flexibilidad cérea), no hay respuesta a estímulos visuales  y táctiles, la pérdida del control muscular y la desaceleración de las funciones corporales, tales como la respiración, la digestión y el latido cardíaco y la persona parece que ha fallecido.

## Causas
No es una enfermedad en sí misma, pero sí el resultado de trastornos, síndromes o formas de psicosis. La catalepsia es un síntoma de algunos trastornos nerviosos o condiciones tales como la enfermedad de Parkinson y la epilepsia. También es un síntoma característico del “síndrome de abstinencia” en pacientes que estén en tratamiento para dejar la cocaína. Puede ser causada por la esquizofrenia y el tratamiento con antipsicóticos, como el haloperidol, y por el anestésico ketamina.
En algunas ocasiones, los casos aislados de episodios catalépticos también puede ser desencadenados por un choque emocional extremo. Se ha sugerido a la proteína kinasa "A" como un mediador del comportamiento cataléptico.

## Trasfondo
La gravedad radica en que la persona puede ser sepultada estando aún con vida y despertar en cualquier momento. Normalmente puede llegar a durar tres días, en los cuales la persona en estado de muerte aparente podría ser enterrada y despertar ya dentro del ataúd.
Entre 1870 y 1910 hubo un miedo generalizado a ser enterrado vivo, creándose los llamados "ataúdes de seguridad" con banderas o campanas. Aunque hay casos documentados de catalepsia, los avances tecnológicos han hecho casi imposible que un individuo sea enterrado en estado cataléptico: ahora un electroencefalograma o un electrocardiograma pueden confirmar la muerte de alguien con facilidad.